# Trullön
Trullön (finska: Trullevi) är en udde i Finland. Den ligger i Karleby och landskapet Mellersta Österbotten, i den centrala delen av landet, 400 km norr om huvudstaden Helsingfors.
Terrängen inåt land är mycket platt. Havet är nära Trullön åt nordväst. Runt Trullön är det ganska tätbefolkat, med 111 invånare per kvadratkilometer. I omgivningarna runt Trullön växer i huvudsak blandskog.